# سيفالوسبورين

التركيبة الأساسية للسيفالوسبورينات

سيفالوسبورين أو سفالوسبورين (بالإنجليزية: Cephalosporin) هو مضاد حيوي.

## معلومات عامّة عنها
استطاع الإنسان أن يجمع موادًّا ناشطة كمضادات حيوية وذلك انطلاقًا من الفطر سيفابسبورينيوم اركونيم . هذه الموادّ شبيهة بالبينيسيلينات ، لكونها تحتوي على حلقة البيتالاكتام .
إلّا أنّ الفارق بينهما (البينيسيلينات والسيفالوسبورينات) هو أنّ الثانية تضمّ حلقةً سداسيّة عوضًا عن الحلقة الخماسيّة -التي تضمّ عنصر الكبريت - المجاورة لحلقة البيتالاكتام.
الـ«سقالة» الأساسيّة للسيفالوسبورينات هو حمض الأمينوسيفالوسبوران. وهو الذي يُستعمَل في تصنيع السيفالوسبورينات الصناعيّة.

## تأثيرها
تأثيرها هو شبيه بتأثير البينيسيلّينات (أي إعاقة نمو البكتيريات الهادئة، بينما يقضي على البكتيريات الكثيرة الانقسام.) وهو إلحاق الضرر بنشاط الترانسبيبتيداز التي تشارك في بناء الجدار الخلوي للبكتيريات. لذا يكون هذا التأثير قاضيا على البكتيريات إن أُعطيَ بتركيز عالٍ.
كما في حال البينيسيلّينات، يمكن لبعض أنواع البكتيريات أن تشطر حلقة البيتالاكتام (بيتالاكتاماز) عبر العديد من الإنزيمات نذكر على سبيل المثال: البينيسيلّيناز لدى البكتيريات المكورة العنقودية والسيفالوسبوريناز لدى البكتيريا سلبية الغرام. هذا يفسّر لماذا تستطيع السيفالوسبورينات أن تؤثّر في البكتيريا إيجابية الغرام حيث توجد البينيسيليناز -التي تُفقِد البينيسيلّنات تأثيرها-.
بينما طوّرت بعض البكتيريات -كما أسلفنا- مقاومة للسيفالوسبورينات عبر إنزيم الـ«سيفالوسبوريناز»، استطاع باحثون أن يطوّروا مركّباتٍ سيفالوسبورينيّة ثابتة، لا تتأثّر بالسيفالوسبوريناز.
تبعًا لخصائص السيفالوسبورينات، يمكن أن نصفها بأنّها:
- لدى البكتيريا إيجابية الغرام: هي شبيهة الطيف تأثيرًا مقارنةً بالأوكساسيلين Oxacillin (وإجمالًا بكلّ البينيسيلّينات المقاومة للبينيسيلّيناز)، لكنّ التركيز المتوجّب إعطاؤه هو أعلى بشكل أوضح
- لدى البكتيريا سلبية الغرام: هي شبيهة بالأمبيسيلين ، وبعض السيفالوسبورينات تطال علاوةً على ذلك بكتيريات أخرى.

## تقسيمها
ويمكن تقسيم السيفالوسبورينات إلى:
- المعطاة عبر الفم: تشبه بعضها بشكل كبير (هي غير ثابتة ضدّ السيفالوسبوريناز)، ويشبه طيفها طيف الأمبيسيلّين، مثال: سيفوروكسيم-أكسيتيل Cefuroxim-axetil
- المعطاة عبر الدم: تستعمل بشكل أساسيّ في المستشفيات؛ قاسمها المشترك هو ثباتها تجاه البيتالاكتاماز (باستثناء السيفازولين Cefazolin). يمكن استعمالها وتطوير طيفها بإتجاه البكتيريات السالبة حسب غرام، لكنّ ذلك يكون على حساب تأثيرها على البكتيريات الموجبة حسب غرام.

## حسب الأجيال
تقسم حسب الأجيال:
1-	الجيل الأول:
تستخدم عقارات الجيل الأول من السيفالوسبورينات مثل السيفرادين cephradine كبديل فعال لعقار البنسلين
عقارات الجيل الأول من السيفالوسبورينات لها تأثير قوى على البكتريا التي تعطى نتيجة موجبة مع صبغة جرام مثل الأستافيلوكوكاى (العنقدية) والأستربتوكوكاى (العقدية) ولها تأثير محدود على البكتريا ذات النتيجة السالبة مع صبغة جرام
من أشهر أعضاء هذه المجموعة:
- سيفالوتين : لا يمتص بصورة جيدة عن طريق الفم ومتوافر فقط للزرق ويسبب الألم الذي يسببه عن طريق العضل يعطى في الوريد (ضد المكورات العنقودية).
- سيفابيرين
- سيفازولين: تحمله جيد ويعطى في العضل أو الوريد وهو عادة الدواء المفضل بين سيفالوسبورينات الجيل الأول.
- سيفاليكسين: يتوفر للاستعمال الفموي وله الطيف نفسه لأدوية الجيل الأول.
- سيفرادين: يمكن إعطائه عن طريق الفم أو العضل أو الوريد.
- سيفادروكسيل: فعال في علاج الأمراض الجلديه والتهاباتها

2-	الجيل الثاني:
- سيفاماندول: أكثر فعالية من الجيل الأول ضد جراثيم سلبية الغرام
- سيفوكسيتين: وهو سيفالومايسين ويتميز دوره في معالجة أخماج لا هوائية معينة ولا هوائية مختلطة مثل خراج الرئة
- سيفاكلور: يستعمل عن طريق الفم أشد فعالية ضد الإنفلونزا
- سيفيوروكزيم: فعال في معالجة التهاب السحايا
- سيفونيسيد
- سيفورانيد

3-	الجيل الثالث:
- سيفوتاكسيم: له فعالية جيدة ضد الجراثيم الهوائية إيجابية الغرام وسلبية الغرام ويفيد في معالجة التهاب السحايا
- ميكزالأكتام
- سيفتبزوكسيم
- سيفترياكسون
- سيفوتيتان
- سيفمينوكسيم
- سيفوبيرازون
- سيفتازيديم
- سيفسولودين

4-	الجيل الرابع:
- سيفيبيم